# Nedine sparatis
Nedine sparatis är en skalbaggsart som beskrevs av Wang och Fernando Chiang 1999. Nedine sparatis ingår i släktet Nedine och familjen långhorningar. Inga underarter finns listade i Catalogue of Life.